# Pologne aux Jeux olympiques d'hiver de 2014
La Pologne participe aux Jeux olympiques d'hiver de 2014 à Sotchi en Russie du 7 au 23 février 2014. Il s'agit de sa vingt-et-deuxième participation à des Jeux d'hiver.

## Liste des médaillés
| Sport                  | Discipline                   | Athlète(s)                                                                    | Date       |
| Médailles d'or : 4     |                              |                                                                               |            |
| Saut à ski             | Tremplin normal hommes       | Kamil Stoch                                                                   | 9 février  |
| Ski de fond            | 10 km femmes                 | Justyna Kowalczyk                                                             | 13 février |
| Patinage de vitesse    | 1 500 mètres                 | Zbigniew Bródka                                                               | 15 février |
| Saut à ski             | Grand tremplin hommes        | Kamil Stoch                                                                   | 15 février |
| Médaille d'argent : 1  |                              |                                                                               |            |
| Patinage de vitesse    | Poursuite par équipes femmes | Natalia Czerwonka Luiza Złotkowska Katarzyna Bachleda-Curuś Katarzyna Woźniak | 22 février |
| Médaille de bronze : 1 |                              |                                                                               |            |
| Patinage de vitesse    | Poursuite par équipes hommes | Zbigniew Bródka Konrad Niedźwiedzki Jan Szymański                             | 22 février |

| Sport               | Médaille d'or, Jeux olympiques | Médaille d'argent, Jeux olympiques | Médaille de bronze, Jeux olympiques | Total |
| ------------------- | ------------------------------ | ---------------------------------- | ----------------------------------- | ----- |
| Saut à ski          | 2                              | 0                                  | 0                                   | 2     |
| Patinage de vitesse | 1                              | 1                                  | 1                                   | 3     |
| Ski de fond         | 1                              | 0                                  | 0                                   | 1     |
| Total               | 4                              | 1                                  | 1                                   | 6     |

## Biathlon
Hommes
| Athlète                                                        | Épreuve    | Temps             | Pénalité | Rang |
| -------------------------------------------------------------- | ---------- | ----------------- | -------- | ---- |
| Grzegorz Guzik                                                 | Sprint     | 29 min 17 s 2     | 5        | 85e  |
| Grzegorz Guzik                                                 | Individuel | 1 h 00 min 20 s 7 | 4        | 86e  |
| Krzysztof Pływaczyk                                            | Sprint     | 27 min 02 s 3     | 1        | 64e  |
| Krzysztof Pływaczyk                                            | Individuel | 58 min 12 s 5     | 5        | 77e  |
| Rafał Lepel                                                    | Sprint     | 29 min 25 s 8     | 2        | 86e  |
| Łukasz Słonina                                                 | Individuel | 1 h 0 min 29 s 5  | 3        | 87e  |
| Łukasz Szczurek                                                | Sprint     | 27 min 57 s 2     | 2        | 77e  |
| Łukasz Szczurek                                                | Individuel | 55 min 18 s 6     | 1        | 51e  |
| Grzegorz Guzik Rafał Lepel Krzysztof Pływaczyk Łukasz Szczurek | Relais     |                   | 14       | 19e  |

Femmes
| Athlète                                                             | Épreuve       | Temps             | Pénalité | Rang |
| ------------------------------------------------------------------- | ------------- | ----------------- | -------- | ---- |
| Magdalena Gwizdoń                                                   | Sprint        | 22 min 51 s 2     | 2        | 40e  |
| Magdalena Gwizdoń                                                   | Poursuite     | 33 min 14 s 3     | 2        | 38e  |
| Magdalena Gwizdoń                                                   | Individuel    | 48 min 44 s 1     | 2        | 32e  |
| Monika Hojnisz                                                      | Sprint        | 21 min 55 s 1     | 0        | 21e  |
| Monika Hojnisz                                                      | Poursuite     | 31 min 14 s 0     | 2        | 19e  |
| Monika Hojnisz                                                      | Individuel    | 46 min 44 s 3     | 2        | 12e  |
| Monika Hojnisz                                                      | Départ groupé | 36 min 20 s 5     | 0        | 6e   |
| Weronika Nowakowska                                                 | Sprint        | 21 min 37 s 6     | 1        | 7e   |
| Weronika Nowakowska                                                 | Poursuite     | 31 min 25 s 4     | 2        | 20e  |
| Weronika Nowakowska                                                 | Individuel    | 48 min 35 s 2     | 4        | 31e  |
| Weronika Nowakowska                                                 | Départ groupé | 37 min 35 s 9     | 4        | 20e  |
| Krystyna Pałka                                                      | Sprint        | 22 min 27 s 8     | 1        | 33e  |
| Krystyna Pałka                                                      | Poursuite     | 32 min 56 s 3     | 3        | 34e  |
| Krystyna Pałka                                                      | Individuel    | 46 min 27 s 3     | 0        | 10e  |
| Krystyna Pałka                                                      | Départ groupé | 37 min 33 s 9     | 2        | 19e  |
| Magdalena Gwizdoń Monika Hojnisz Weronika Nowakowska Krystyna Pałka | Relais        | 1 h 12 min 34 s 4 | 12       | 10e  |

Relais mixte
| Athlète                                                                | Épreuve      | Temps             | Pénalité | Rang |
| ---------------------------------------------------------------------- | ------------ | ----------------- | -------- | ---- |
| Weronika Nowakowska Krystyna Pałka Krzysztof Pływaczyk Łukasz Szczurek | Relais mixte | 1 h 13 min 36 s 0 | 6        | 14e  |

## Bobsleigh
| Athlètes                                                 | Épreuves     | Course 1 | Course 1 | Course 2 | Course 2 | Course 3 | Course 3 | Course 4 | Course 4 | Total         | Total |
| Athlètes                                                 | Épreuves     | Points   | Rang     | Points   | Rang     | Points   | Rang     | Points   | Rang     | Points        | Rang  |
| -------------------------------------------------------- | ------------ | -------- | -------- | -------- | -------- | -------- | -------- | -------- | -------- | ------------- | ----- |
| Dawid Kupczyk Paweł Mróz                                 | Bob à deux   | 57 s 90  | 26e      | 58 s 07  | 28e      | 57 s 98  | 27e      |          |          | 2 min 53 s 95 | 27e   |
| Dawid Kupczyk Paweł Mróz Marcin Niewiara Daniel Zalewski | Bob à quatre | 56 s 57  | 28e      | 56 s 45  | 27e      | 56 s 47  | 26e      |          |          |               | 27e   |

## Combiné nordique
| Athlètes     | Épreuves                | Saut à ski | Saut à ski | Saut à ski | Ski de fond   | Ski de fond   | Total | Total |
| Athlètes     | Épreuves                | Distance   | Points     | Rang       | Temps         | Écart         | Temps | Rang  |
| ------------ | ----------------------- | ---------- | ---------- | ---------- | ------------- | ------------- | ----- | ----- |
| Adam Cieślar | Individuel normal 10 km | 90,5 m     | 104,1      | 42e        | 25 min 18 s 7 | +3 min 18 s 5 |       | 39e   |
| Adam Cieślar | Individuel grand 10 km  | 122,0 m    | 97,8       | 32e        | 24 min 10 s 8 |               |       | 37e   |

## Luge
| Athlètes                                                        | Épreuves           | Course 1 | Course 1 | Course 2 | Course 2 | Course 3 | Course 3 | Course 4 | Course 4 | Total          | Total |
| Athlètes                                                        | Épreuves           | Temps    | Rang     | Temps    | Rang     | Temps    | Rang     | Temps    | Rang     | Temps          | Rang  |
| --------------------------------------------------------------- | ------------------ | -------- | -------- | -------- | -------- | -------- | -------- | -------- | -------- | -------------- | ----- |
| Maciej Kurowski                                                 | Simple hommes      | 53 s 234 | 25e      | 52 s 988 | 24e      | 52 s 637 | 23e      | 52 s 538 | 20e      | 3 min 31 s 397 | 23e   |
| Karol Mikrut Patryk Poręba                                      | Doubles            | 51 s 010 | 17e      | 51 s 170 | 15e      | NC       | NC       | NC       | NC       | 1 min 42 s 180 | 15e   |
| Ewa Kuls                                                        | Simple femmes      | 51 s 362 | 22e      | 51 s 031 | 18e      | 51 s 424 | 21e      | 51 s 550 | 22e      | 3 min 25 s 367 | 21e   |
| Natalia Wojtuściszyn                                            | Simple femmes      | 51 s 138 | 16e      | 51 s 168 | 22e      | 51 s 141 | 19e      | 51 s 199 | 18e      | 3 min 24 s 646 | 16e   |
| Natalia Wojtuściszyn Maciej Kurowski Karol Mikrut Patryk Poręba | Relais par équipes | 54 s 937 | 7e       | 56 s 737 | 9e       | 58 s 079 | 10e      | NC       | NC       | 2 min 49 s 753 | 8e    |

## Patinage de vitesse
| Athlète                | Épreuves     | Finale         | Finale                         |
| Athlète                | Épreuves     | Temps          | Rang                           |
| ---------------------- | ------------ | -------------- | ------------------------------ |
| Artur Nogal            | 500 mètres   | 71 s 49        | 36e                            |
| Artur Waś              | 500 mètres   | 70 s 20        | 9e                             |
| Konrad Niedźwiedzki    | 1 000 mètres | 1 min 9 s 76   | 16e                            |
| Konrad Niedźwiedzki    | 1 500 mètres | 1 min 47 s 77  | 20e                            |
| Zbigniew Bródka        | 1 000 mètres | 1 min 9 s 66   | 14e                            |
| Zbigniew Bródka        | 1 500 mètres | 1 min 45 s 006 | Médaille d'or, Jeux olympiques |
| Jan Szymański          | 1 500 mètres | 1 min 46 s 86  | 15e                            |
| Jan Szymański          | 5 000 mètres | 6 min 26 s 35  | 13e                            |
| Sebastian Druszkiewicz | 5 000 mètres | 1 min 37 s 16  | 23e                            |

| Athlète                  | Épreuves     | Finale         | Finale |
| Athlète                  | Épreuves     | Temps          | Rang   |
| ------------------------ | ------------ | -------------- | ------ |
| Natalia Czerwonka        | 1 000 mètres | 1 min 17 s 933 | 23e    |
| Natalia Czerwonka        | 1 500 mètres | 1 min 58 s 46  | 15e    |
| Natalia Czerwonka        | 3 000 mètres | 4 min 13 s 26  | 16e    |
| Luiza Złotkowska         | 1 000 mètres | 1 min 18 s 38  | 29e    |
| Luiza Złotkowska         | 1 500 mètres | 1 min 58 s 18  | 11e    |
| Luiza Złotkowska         | 3 000 mètres | 4 min 14 s 19  | 18e    |
| Katarzyna Bachleda-Curuś | 1 500 mètres | 1 min 57 s 18  | 6e     |
| Katarzyna Bachleda-Curuś | 3 000 mètres |                |        |
| Katarzyna Woźniak        | 5 000 mètres | 7 min 28 s 53  | 15e    |

## Saut à ski
| Athlète                                         | Épreuve            | Qualification | Qualification | Qualification | Première manche | Première manche | Première manche | Manche finale | Manche finale | Manche finale                  |
| Athlète                                         | Épreuve            | Distance      | Points        | Rang          | Distance        | Points          | Rang            | Distance      | Points        | Rang                           |
| ----------------------------------------------- | ------------------ | ------------- | ------------- | ------------- | --------------- | --------------- | --------------- | ------------- | ------------- | ------------------------------ |
| Maciej Kot                                      | HS 105             | 98,5 m        | 123,7         | 5e            | 101,5 m         | 131,6           | 7e              | 98,5 m        | 255,8         | 7e                             |
| Maciej Kot                                      | HS 140             | 126,0 m       | 115,4         | 9e            | 126,0 m         | 125,4           | 12e             | 123,5 m       | 250,4         | 12e                            |
| Dawid Kubacki                                   | HS 105             | 95,5 m        | 115,7         | 13e           | 97,5 m          | 118,3           | 31e (éliminé)   | –             | –             | –                              |
| Kamil Stoch                                     | HS 105             | NC            | NC            | NC            | 105,5 m         | 142,0           | 1re             | 103,5 m       | 278,0         | Médaille d'or, Jeux olympiques |
| Kamil Stoch                                     | HS 140             | NC            | NC            | NC            | 139,0 m         | 143,4           | 1re             | 132,5 m       | 278,7         | Médaille d'or, Jeux olympiques |
| Jan Ziobro                                      | HS 105             | 95,0 m        | 113,2         | 22e           | 101,0 m         | 130,6           | 9e              | 99,0 m        | 252,4         | 13e                            |
| Jan Ziobro                                      | HS 140             | 123,0 m       | 109,0         | 13e           | 128,5 m         | 122,1           | 16e             | 129,5 m       | 246,6         | 15e                            |
| Maciej Kot Dawid Kubacki Kamil Stoch Piotr Żyła | HS 140 par équipes | NC            | NC            | 513,5 m       | 489,2           | 4e              | 529,0 m         | 522,6         | 1011.8        | 4e                             |

## Ski acrobatique
| Athlète         | Épreuves         | Qualification | Qualification | Qualification | Qualification | Finale   | Finale   | Finale   | Finale |
| Athlète         | Épreuves         | Course 1      | Course 2      | Meilleur      | Rang          | Course 1 | Course 2 | Meilleur | Rang   |
| --------------- | ---------------- | ------------- | ------------- | ------------- | ------------- | -------- | -------- | -------- | ------ |
| Karolina Riemen | Ski cross femmes | 1 min 24 s 86 | 18e           |               |               |          |          |          | 15e    |

## Ski alpin
| Athlète            | Épreuves      | Course 1      | Course 1 | Course 2 | Course 2 | Total         | Total |
| Athlète            | Épreuves      | Temps         | Rang     | Temps    | Rang     | Temps         | Rang  |
| ------------------ | ------------- | ------------- | -------- | -------- | -------- | ------------- | ----- |
| Maciej Bydliński   | Descente      | NC            | NC       | NC       | NC       | DNS           | DNS   |
| Maciej Bydliński   | Super G       | NC            | NC       | NC       | NC       | 1 min 22 s 51 | 38e   |
| Maciej Bydliński   | Slalom        |               |          |          |          |               |       |
| Maciej Bydliński   | Super combiné | 1 min 57 s 36 | 35e      | DNF      | DNF      | DNF           | DNF   |
| Mateusz Garniewicz | Slalom        |               |          |          |          |               |       |
| Mateusz Garniewicz | Slalom géant  |               |          |          |          |               |       |
| Michał Jasiczek    | Slalom        |               |          |          |          |               |       |
| Michał Jasiczek    | Slalom géant  |               |          |          |          |               |       |

| Athlète                    | Épreuves      | Course 1      | Course 1 | Course 2      | Course 2 | Total         | Total |
| Athlète                    | Épreuves      | Temps         | Rang     | Temps         | Rang     | Temps         | Rang  |
| -------------------------- | ------------- | ------------- | -------- | ------------- | -------- | ------------- | ----- |
| Karolina Chrapek           | Descente      | NC            | NC       | NC            | NC       | 1 min 46 s 90 | 33e   |
| Karolina Chrapek           | Super G       | NC            | NC       | NC            | NC       | DNF           | DNF   |
| Karolina Chrapek           | Slalom géant  | 1 min 23 s 89 | 36e      | 1 min 21 s 92 | 32e      | 2 min 45 s 81 | 33e   |
| Karolina Chrapek           | Slalom        |               |          |               |          |               |       |
| Karolina Chrapek           | Super combiné | 1 min 47 s 28 | 28e      | 54 s 52       | 17e      | 2 min 41 s 80 | 17e   |
| Maryna Gąsienica-Daniel    | Super G       | NC            | NC       | NC            | NC       | DNF           | DNF   |
| Maryna Gąsienica-Daniel    | Slalom géant  | 1 min 23 s 18 | 35e      | 1 min 22 s 32 | 34e      | 2 min 45 s 50 | 32e   |
| Maryna Gąsienica-Daniel    | Slalom        |               |          |               |          |               |       |
| Aleksandra Kluś-Zamiedzowy | Slalom        |               |          |               |          |               |       |

## Ski de fond

### Distance
Hommes
| Athlète                                                      | Épreuve          | Classique     | Classique | Libre         | Libre | Total             | Total           | Total |
| Athlète                                                      | Épreuve          | Temps         | Rang      | Temps         | Rang  | Temps             | Écart           | Rang  |
| ------------------------------------------------------------ | ---------------- | ------------- | --------- | ------------- | ----- | ----------------- | --------------- | ----- |
| Jan Antolec                                                  | 30 km skiathlon  | 41 min 32 s 2 | 68e       | 36 min 12 s 8 | 57e   | 1 h 18 min 18 s 8 | + 10 min 03 s 3 | 64e   |
| Sebastian Gazurek                                            | 15 km classique  | NC            | NC        | NC            | NC    | 43 min 6 s 7      | + 4 min 37 s    | 55e   |
| Maciej Kreczmer                                              | 15 km classique  | NC            | NC        | NC            | NC    | 40 min 58 s 7     | + 2 min 29 s    | 29e   |
| Maciej Kreczmer                                              | 30 km skiathlon  | 37 min 07 s 5 | 35e       | 34 min 05 s 5 | 10e   | 1 h 11 min 47 s 6 | + 3 min 32 s 2  | 39e   |
| Maciej Staręga                                               | 15 km classique  | NC            | NC        | NC            | NC    | 44 min 7 s 1      | + 5 min 37 s 4  | 66e   |
| Paweł Klisz                                                  | 15 km classique  | NC            | NC        | NC            | NC    | 43 min 51 s 6     | + 5 min 21 s 9  | 64e   |
| Paweł Klisz                                                  | 30 km skiathlon  | 40 min 09 s 3 | 61e       | 36 min 39 s 5 | 40e   | 1 h 11 min 47 s 6 | + 3 min 32 s 2  | 39e   |
| Paweł Klisz                                                  | 50 km libre      | NC            | NC        | NC            | NC    |                   |                 |       |
| Jan Antolec Sebastian Gazurek Maciej Kreczmer Maciej Staręga | Relais 4 × 10 km | NC            | NC        | NC            | NC    | 1 h 35 min 46 s 5 | + 7 min 4 s 5   | 15e   |

Femmes
| Athlète                                                                | Épreuve         | Classique     | Classique | Libre         | Libre | Total         | Total          | Total                          |
| Athlète                                                                | Épreuve         | Temps         | Rang      | Temps         | Rang  | Temps         | Écart          | Rang                           |
| ---------------------------------------------------------------------- | --------------- | ------------- | --------- | ------------- | ----- | ------------- | -------------- | ------------------------------ |
| Sylwia Jaśkowiec                                                       | 30 km           | NC            | NC        | NC            | NC    |               |                |                                |
| Justyna Kowalczyk                                                      | 10 km classique | NC            | NC        | NC            | NC    | 28 min 17 s 8 | + 0            | Médaille d'or, Jeux olympiques |
| Justyna Kowalczyk                                                      | 15 km skiathlon | 19 min 12 s 9 | 6e        | 19 min 37 s 2 | 10e   | 39 min 29 s 7 | + 56 s 1       | 6e                             |
| Justyna Kowalczyk                                                      | 30 km           | NC            | NC        | NC            | NC    |               |                |                                |
| Kornelia Kubińska                                                      | 10 km classique | NC            | NC        | NC            | NC    | 30 min 43 s 5 | + 2 min 25 s 7 | 26e                            |
| Kornelia Kubińska                                                      | 15 km skiathlon | 20 min 23 s 5 | 39e       | 20 min 20 s 7 | 31e   | 41 min 19 s 4 | + 2 min 45 s 8 | 34e                            |
| Paulina Maciuszek                                                      | 10 km classique | NC            | NC        | NC            | NC    | 31 min 25 s 8 | + 3 min 08 s 2 | 39e                            |
| Paulina Maciuszek                                                      | 15 km skiathlon | 20 min 15 s 0 | 32e       | 20 min 09 s 2 | 25e   | 41 min 00 s 6 | + 2 min 27 s 0 | 29e                            |
| Paulina Maciuszek                                                      | 30 km           | NC            | NC        | NC            | NC    |               |                |                                |
| Agnieszka Szymańczak                                                   | 15 km skiathlon | 20 min 42 s 9 | 47e       | 23 min 03 s 1 | 45e   | 42 min 22 s 3 | + 3 min 48 s 7 | 45e                            |
| Sylwia Jaśkowiec Justyna Kowalczyk Kornelia Kubińska Paulina Maciuszek | Relais 4 × 5 km | NC            | NC        | NC            | NC    |               |                |                                |

### Sprint
Hommes
| Athlète                        | Épreuve            | Qualifications | Qualifications | Quarts de finale | Quarts de finale | Demi-finales   | Demi-finales | Finale | Finale |
| Athlète                        | Épreuve            | Temps          | Rang           | Temps            | Rang             | Temps          | Rang         | Temps  | Rang   |
| ------------------------------ | ------------------ | -------------- | -------------- | ---------------- | ---------------- | -------------- | ------------ | ------ | ------ |
| Sebastian Gazurek              | Sprint             | 3 min 46 s 12  | 57e (éliminé)  | –                | –                | –              | –            | –      | –      |
| Maciej Staręga                 | Sprint             | 3 min 51 s 84  | 67e (éliminé)  | –                | –                | –              | –            | –      | –      |
| Maciej Kreczmer Maciej Staręga | Sprint par équipes | NC             | NC             | NC               | NC               | 23 min 53 s 09 | 8e(éliminé)  | –      | –      |

Femmes
| Athlète                            | Épreuve            | Qualifications | Qualifications | Quarts de finale | Quarts de finale | Demi-finales   | Demi-finales | Finale         | Finale |
| Athlète                            | Épreuve            | Temps          | Rang           | Temps            | Rang             | Temps          | Rang         | Temps          | Rang   |
| ---------------------------------- | ------------------ | -------------- | -------------- | ---------------- | ---------------- | -------------- | ------------ | -------------- | ------ |
| Sylwia Jaśkowiec                   | Sprint             | 3 min 01 s 21  | 63e (éliminée) | –                | –                | –              | –            | –              | –      |
| Agnieszka Szymańczak               | Sprint             | 2 min 43 s 06  | 41e (éliminée) | –                | –                | –              | –            | –              | –      |
| Sylwia Jaśkowiec Justyna Kowalczyk | Sprint par équipes | NC             | NC             | NC               | NC               | 16 min 49 s 43 | 2e           | 16 min 35 s 54 | 5e     |

## Snowboard
Half-pipe
| Athlète        | Épreuve          | Qualifications | Qualifications | Qualifications | Qualifications | Demi-finale | Demi-finale | Demi-finale | Demi-finale | Finale     | Finale    | Finale    | Finale    |
| Athlète        | Épreuve          | 1re manche     | 2e manche      | Meilleur       | Rang           | 1re manche  | 2e manche   | Meilleur    | Rang        | 1re manche | 2e manche | Meilleur  | Rang      |
| -------------- | ---------------- | -------------- | -------------- | -------------- | -------------- | ----------- | ----------- | ----------- | ----------- | ---------- | --------- | --------- | --------- |
| Michał Ligocki | Half-pipe hommes | 4,50           | 55,00          | 55,00          | 16e            | (éliminé)   | (éliminé)   | (éliminé)   | (éliminé)   | (éliminé)  | (éliminé) | (éliminé) | (éliminé) |
| Joanna Zając   | Half-pipe femmes | 47,75          | 39,75          | 47,75          | 11e            | (éliminé)   | (éliminé)   | (éliminé)   | (éliminé)   | (éliminé)  | (éliminé) | (éliminé) | (éliminé) |

Légende : QF – Qualification directe en finale ; QD – Qualification en demi-finale
Slalom parallèle
| Athlète            | Épreuve                       | Qualifications | Qualifications | Huitième-de-finale | Quart-de-finale  | Demi-finale      | Finale           | Finale |
| Athlète            | Épreuve                       | Temps          | Rang           | Adversaire Temps   | Adversaire Temps | Adversaire Temps | Adversaire Temps | Rang   |
| ------------------ | ----------------------------- | -------------- | -------------- | ------------------ | ---------------- | ---------------- | ---------------- | ------ |
| Aleksandra Król    | Slalom géant parallèle femmes |                |                |                    |                  |                  |                  |        |
| Aleksandra Król    | Slalom parallèle femmes       | 1 min 7 s 42   | 30e            |                    |                  |                  |                  |        |
| Karolina Sztokfisz | Slalom géant parallèle femmes | 2 min 8 s 40   | 28e            |                    |                  |                  |                  |        |
| Karolina Sztokfisz | Slalom parallèle femmes       | 1 min 6 s 01   | 25e            |                    |                  |                  |                  |        |

Cross
| Athlète         | Épreuve      | Qualifications | Qualifications | Huitièmes-de-finale | Huitièmes-de-finale | Quarts-de-finale | Quarts-de-finale | Demi-finales | Demi-finales | Finale | Finale |
| Athlète         | Épreuve      | Temps          | Rang           | Temps               | Rang                | Temps            | Rang             | Temps        | Rang         | Temps  | Rang   |
| --------------- | ------------ | -------------- | -------------- | ------------------- | ------------------- | ---------------- | ---------------- | ------------ | ------------ | ------ | ------ |
| Maciej Jodko    | Cross hommes |                | 4e             |                     |                     |                  |                  |              |              |        | =25e   |
| Mateusz Ligocki | Cross hommes |                | 5e             |                     |                     |                  |                  |              |              |        | =33e   |